# Chloe Bailey
Pour les articles homonymes, voir Bailey.
Chloe Bailey, de son nom complet Chloe Elizabeth Bailey, parfois simplement appelée Chlöe ou Chloe, née le 1er juillet 1998 à Atlanta (Géorgie), est une chanteuse, auteure-compositrice-interprète, actrice et productrice américaine.
Elle est surtout connue pour avoir formé le duo musical Chloe x Halle avec sa sœur Halle Bailey, obtenant ensemble cinq nominations aux Grammy Awards depuis 2018. Elle commence une carrière solo en 2021 avec le single Have Mercy.
Bailey a également joué dans plusieurs séries télévisées et films, jouant notamment dans Grown-ish et Swarm. Elle a remporté un NAACP Image Awards pour son rôle principal dans Praise This.

## Biographie

### Enfance
Chloe Elizabeth Bailey naît le 1er juillet 1998 à Atlanta en Géorgie. D’origine afro-caribéenne, elle est élevée à Mableton, avec ses deux sœurs, Ski Bailey et Halle Bailey et son frère cadet Branson Bailey, puis elle emménage à Los Angeles à la mi-2012,,,. Elle a un cousin qui est animateur radio et qui s'appelle Lenard Larry McKelvey connu sous le nom de Charlamagne.

### Carrière
Pendant qu'elle est en Géorgie, elle joue des petits rôles dans des films, notamment The Fighting Temptations, avec Beyoncé, et le téléfilm de Disney Let It Shine. Son père commence à apprendre, à elle et sa sœur Halle, à écrire des chansons, alors qu'elles ont dix et huit ans. Les deux sœurs lancent une chaîne YouTube à l'âge de 13 et 11 ans respectivement, avec une reprise de Best Thing I Never Had de Beyoncé. Elles se produisent d'abord sous le nom de Chloe x Halle en téléchargeant des reprises de chansons pop sur cette chaîne,. En septembre 2013, Chloe Bailey fait une apparition dans la série Disney Austin et Ally en interprétant la chanson Unstoppable.
En 2018, Chloe Bailey est choisie pour incarner Jazlyn « Jazz » Forster dans la série télévisée Grown-ish après avoir chanté la chanson thème de la série, Grown. La chanson The Kids Are Alright est également utilisée dans la première saison de la série. Elle quitte la série à la fin de la quatrième saison, lorsque son personnage obtient son diplôme universitaire.
En novembre 2019, il est annoncé que Chloe Bailey rejoint le casting du film d'horreur The Georgetown Project, réalisé par M. A. Fortin et Joshua John Miller,. Elle joue également aux côtés de Madelaine Petsch dans le film de drame psychologique Jane en 2022.
En août 2021, Chloe Bailey annonce la sortie de son premier single solo, Have Mercy, en tant que premier extrait de son premier album studio solo à venir. Elle avait déjà annoncé la chanson produite par Murda Beatz à plusieurs reprises. Elle révèle alors que l'album est « terminé à 90% » et qu'il est plus orienté pop. Le 12 septembre, Bailey interprète Have Mercy lors du show principal des MTV Video Music Awards 2021. Lors des 53e NAACP Image Awards, Bailey est nommée dans trois catégories, dont celles de l'artiste féminine et de la chanson soul/R&B pour Have Mercy.
Fin août 2021, Bailey joue aux côtés de Kesha et de Mason Gooding dans le podcast Electric Easy, une émission de science-fiction musicale néo-noire qui se déroule dans un Los Angeles futuriste où les humains luttent pour coexister avec des robots, connus sous le nom d'« électriques ». L'émission est créée par Vanya Asher et produite par Kesha. Le podcast est lancé le 30 août 2021.
En avril 2022, Bailey sort son deuxième single solo, Treat Me, accompagné d'un clip,. Elle explique que l'inspiration pour cette chanson lui est venue après une rupture, lorsqu'elle s'est dit : « Il est temps pour moi de me donner l'amour que je recherche ».
En novembre 2022, elle chante l'hymne national lors du troisième match des World Series 2022.
Le 24 janvier 2023, elle annonce son premier album solo, intitulé In Pieces, qui sort le 31 mars 2023. Elle a sorti le premier single de l'album, Pray It Away, le 27 janvier 2023, et le deuxième single, How Does It Feel en featuring avec Chris Brown, le 24 février.

## Influences
La plus grande influence musicale de Chloe Bailey est la chanteuse américaine Beyoncé, et elle a également déclaré que Kelis est une influence majeure. Elle est également inspirée par des artistes tels que Grimes, Missy Elliott, Imogen Heap, Tune-Yards et plus largement la musique R&B,,.

## Discographie

### Singles
- Have Mercy (2021)
- Treat Me (2022)
- Surprise (2022)
- For The Night (Avec Latto) (2022)
- Pray It Away (2023)
- How Does It Feel (Avec Chris Brown) (2023)
- Body Do (2023)
- In Pieces (2023)
- Cheatback (Avec Future) (2023)
- Winter Wonderland (2023)
- FYS (2024)
- Boy Bye (2024)
- Tell Me (Avec Joey Badass) (2024)

## Filmographie

### Cinéma
Courts métrages
- 2021 : Why The Sun And The Moon Live In The Sky de Julie Dash : Moon

Longs métrages
- 2003 : The Fighting Temptations de Jonathan Lynn : Lilly jeune
- 2006 : Vacances sur ordonnance de Wayne Wang: Angie
- 2008 : Meet the Browns de Tyler Perry : Tosha
- 2009 : Gospel Hill  de Giancarlo Esposito : Anna
- 2012 : Joyful Noise de Todd Graff : membre de Our Lady of Perpetual Tears
- 2016 : Beyoncé : Lemonade de Beyoncé et Warsan Shire : caméo
- 2018 : The Kids Are Alright de Cara Stricker : elle-même
- 2021 : Chloe Bailey presented by Fendi : elle-même
- 2022 : Jane de Sabrina Jaglom : Izzy
- 2023 : Praise This de Tina Gordon Chism : Sam
- 2024 : The Exorcism de Joshua John Miller et M. A. Fortin : Blake Holloway
- 2025 : Goons de Gérard McMurray : Ebony
- 2025 : Girl From North Country de Conor McPherson : Marianne

### Doublage
Longs métrages
- 2025 : Sneaks de Rob Edwards et Chris Jenkins : Maxine

### Télévision
Séries télévisées
- 2013 : Austin et Ally de Kevin Kopelow et Heath Seifert : elle-même
- 2018 - 2022 : Grown-ish de Kenya Barris : Jazlyn « Jazz » Forster
- 2020 : Black-ish de Kenya Barris : Jazlyn
- 2023 : Swarm de Janine Nabers et Donald Glover : Marissa
- 2024 : Fight Night : The Million Dollar Heist de Shaye Ogbonna : Léna Mosley

Téléfilms
- 2012 : Let It Shine de Paul Hoen : membre de la chorale

Émissions de télévision
- 2012 : Ellen DeGeneres Show
- 2018 : Wild 'n Out
- 2020 : The Kelly Clarkson Show
- 2020 : The Disney Family Singalong